# 中山南一路
中山南一路是中華人民共和國上海市黃浦區的一條道路，东起西藏南路與中山南路相連，西至瑞金南路與中山南二路相連。道路全长1888米，道路上建有上海內環線高架。道路始建於中華民国3年(1914年)，當時僅完成制造局路至日晖路(今瑞金南路)一段，道路以日晖港上的康衢桥命名為康衢路。中華民国34年（1945年）为纪念孙中山改名為中山南路。1950年又改名為中山南一路。1975年道路從制造局路延伸至新肇周路(今西藏南路)。